# Pair-défense
La pair-défense (en anglais : peer-advocacy) désigne un processus de reprise de pouvoir exercé par des pairs afin d'aider un ou plusieurs individus placés dans une situation de vulnérabilité. Celle-ci peut être l'objet de formations destinées à permettre à un ou plusieurs membres d'un réseau social de progresser dans les domaines de l'autonomisation et de l'auto-soutien. 

## Applications
La pair-défense peut être utilisée afin de permettre à des personnes avec handicap mental d'accéder à de meilleurs services, de permettre à des personnes avec des difficultés psychosociales d'être réhabilitées, de prendre en charge des populations difficiles à atteindre et conjuguant plusieurs facteurs de risques comme la prise de drogues, la consommation d'alcool et l'hépatite C, des personnes LGBTQ en milieu rural, des enfants trisomiques victimes de harcèlement scolaire…

## Pair-défense en santé mentale
Le rôle d'un pair-défenseur en santé mentale est de fournir à ses pairs les moyens d'exprimer ses souhaits en leur fournissant l'information nécessaire à explorer toutes les options possibles de manière qu'un consentement éclairé soit acquis. En effet, les structures légales, institutionnelles et médicales, les croyances et réticences personnelles de la famille ou des amis, et le devoir de prise en charge du médecin, peuvent empêcher le patient de se représenter lui-même de façon adéquate (voir Plaidoyer). 
L'importance des aspirations et choix personnels du patient se base sur la prévalence du modèle fondé sur le rétablissement par rapport à celui de la guérison des troubles mentaux. 

## Royaume-Uni
La Société amicale des soi-disant fous, fondée à Londres en 1845 est parfois reconnue comme précurseur des sociétés de pair-défense en santé mentale moderne, comme l'association Mind. 